# Station Bar-sur-Aube
Station Bar-sur-Aube is een spoorwegstation in de Franse gemeente Bar-sur-Aube.

## Treindienst
| Serie      | Treinsoort | Route | Bijzonderheden                                         |
| ---------- | ---------- | --- | ------------------------------------------------------ |
| TER 836400 | TER (SNCF) | Paris-Est – Troyes – Bar-sur-Aube – Chaumont – Culmont-Chalindrey – Vittel                                                     | Rijdt op vrijdagen en zondagen van april tot november. |
| K 4        | TER (SNCF) | Paris-Est – Nogent-sur-Seine – Romilly-sur-Seine – Troyes – Bar-sur-Aube – Vesoul – Lure – Belfort – Altkirch – Mulhouse-Ville |                                                        |